# Lucilina pacifica
Lucilina pacifica är en blötdjursart som först beskrevs av Eugène Leloup 1981.  Lucilina pacifica ingår i släktet Lucilina och familjen Chitonidae. Inga underarter finns listade i Catalogue of Life.